# Liste der Monuments historiques in Beauvais-sur-Matha
Die Liste der Monuments historiques in Beauvais-sur-Matha führt die Monuments historiques in der französischen Gemeinde Beauvais-sur-Matha auf.

## Liste der Bauwerke
| Bezeichnung                       | Beschreibung              | Standort                | Kennzeichnung | Schutzstatus   | Datum     | Bild           |
| --------------------------------- | ------------------------- | ----------------------- | ------------- | -------------- | --------- | -------------- |
| Kirche Notre-Dame de l’Assomption | Erbaut im 12. Jahrhundert | (Lage)                  | PA00104613    | Classé Inscrit | 1910 2015 | weitere Bilder |
| Mairie                            | Erbaut von 1928 bis 1930  | Rue de la Mairie (Lage) | PA17000081    | Inscrit        | 2009      | weitere Bilder |

## Liste der Objekte
| Bezeichnung | Beschreibung          | Standort                                        | Kennzeichnung | Schutzstatus | Datum | Bild |
| ----------- | --------------------- | ----------------------------------------------- | ------------- | ------------ | ----- | ---- |
| Glocke      | Bronze, 1743 gegossen | in der Kirche Notre-Dame de l’Assomption (Lage) | PM17000034    | Classé       | 1932  |      |